# Anxure
Die Anxure ist ein kleiner Fluss im mittleren Westen von Frankreich, der im Département Mayenne der Region Pays de la Loire nördlich der Stadt Laval verläuft.

## Geografie

### Verlauf
Die Anxure entspringt unter dem Namen Ruisseau de Pouriette im südwestlichen Gemeindegebiet von Châtillon-sur-Colmont, verläuft generell Richtung Südsüdost und mündet nach rund 15 Kilometern an der Gemeindegrenze von Saint-Germain-d’Anxure und Alexain, die hier eine Enklave besitzt, als rechter Nebenfluss in die Mayenne. 

### Orte am Fluss
(Reihenfolge in Fließrichtung)
- La Guimonnière, Gemeinde Placé
- La Chapelle au Grain, Gemeinde Saint-Georges-Buttavent
- Les Aulnays, Gemeinde Placé
- Pérousseau, Gemeinde Contest
- La Barbotte, Gemeinde Saint-Germain-d’Anxure
- Marigny, Gemeinde Alexain
- Saint-Germain-d’Anxure
- Montgiroux, Gemeinde Alexain